# Vaterstädtische Stiftung
Die Vaterstädtische Stiftung ist ein Wohnstift in Hamburg und Mitglied des Paritätischen Wohlfahrtsverbandes – Landesverband Hamburg e.V. Die Stiftung unterhält rund 420 Wohnungen, verteilt auf zehn Wohnstifte in den Stadtteilen Eimsbüttel, Eppendorf und Fuhlsbüttel.

## Stiftungsgedanken
Die Stiftung bietet ein betreutes Wohnen für ältere Menschen an. Ziel des betreuten Wohnen soll sein, dass die Bewohner ihr Leben möglichst eigenständig gestalten und so weit wie möglich selbstständig den Haushalt führen. Sollte eine Betreuung notwendig werden, können Hilfestellung bei der Suche nach ambulanten Pflegediensten, Therapeuten oder Einzelfallhelfern gegeben werden.
Kleine bis mittelgroße Wohnungen mit bezahlbaren Mieten in guter Wohngegend sollen den Bewohnern ein würdiges und angemessenes Lebensumfeld gewähren. Die Wohnungen sind größtenteils barrierefrei erreichbar. Die Wohnungsgrößen liegen zwischen 35 und 80 m² und sind mit Küche und Duschbad/WC ausgestattet.

## Wohnstifte

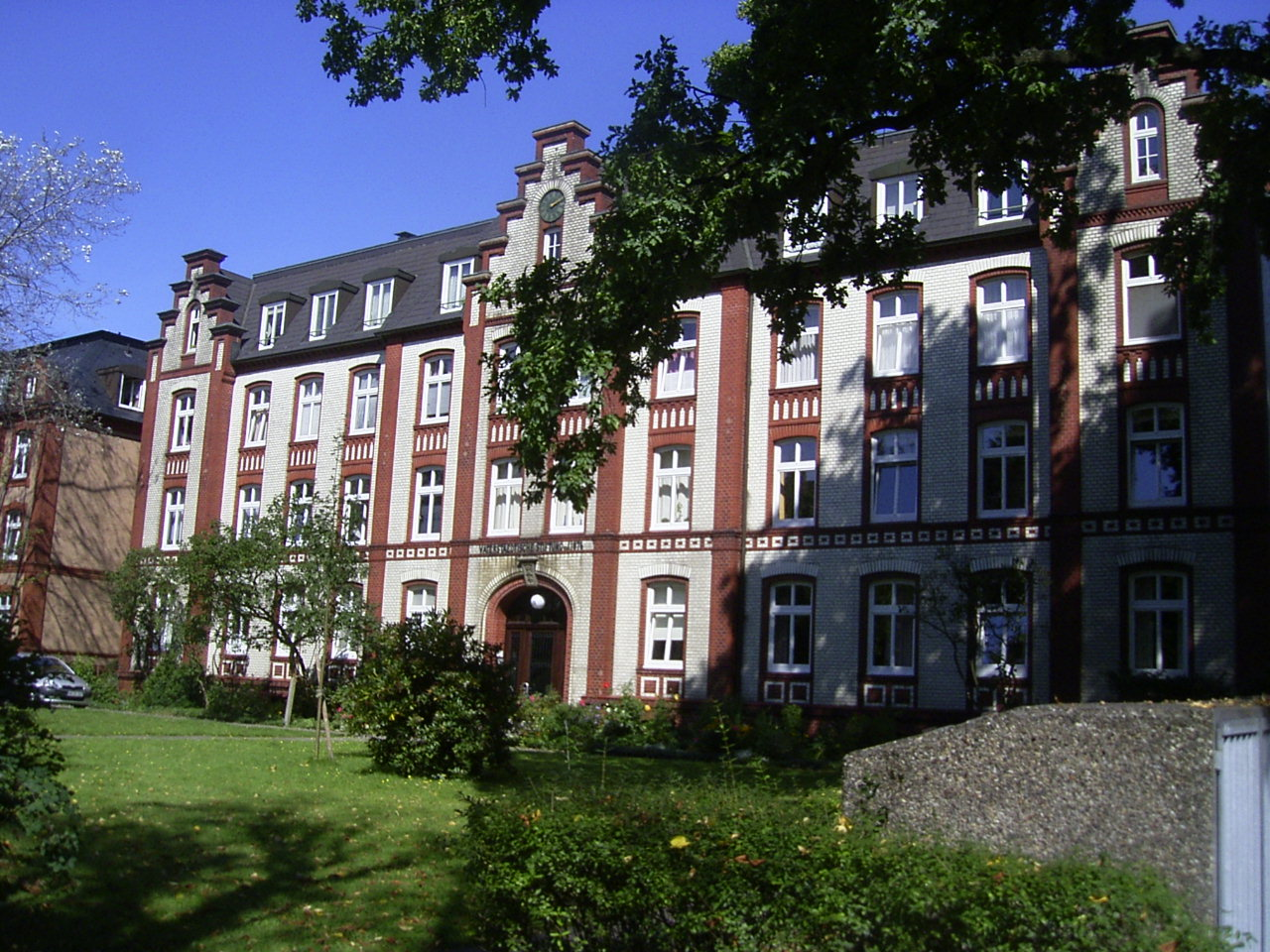
Das Julius-Ernst-Oppenheim-Stift in der Frickestraße 26 in Eppendorf.

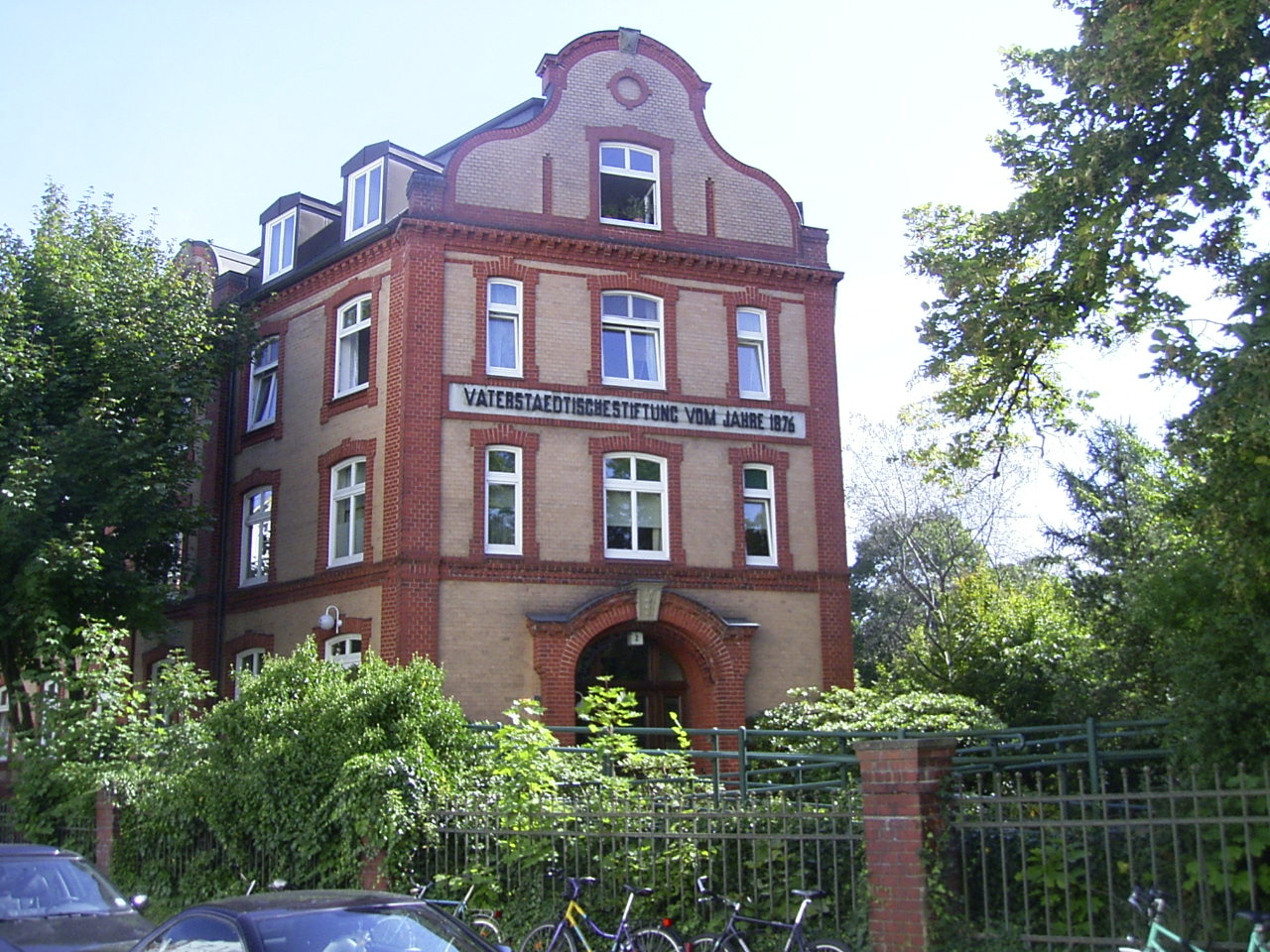
Das Gustav-Kaemmerer-Stift in der Schedestraße 2 in Eppendorf.

- S.-S.-Rosenthal-Altenhaus, Kielortallee 23, erb. 1909 von Stammann & Zinnow, Dachausbau 1986/87 von Dietrich-Michael Wex, 54 Wohnungseinheiten
- Max- und Mathilda-Bauer-Stift, Kielortallee 25, erb. 1926 von Dyrssen & Averhoff, modernisiert 1989 von Dietrich-Michael Wex, 36 Wohneinheiten
- Theodor-Wohlwill-Stift, Kielortallee 26, erb. 1930 von Dyrssen & Averhoff, modernisiert 1988 von Dietrich-Michael Wex, 34 Wohneinheiten
- Otto-Rautenberg-Stift, Tornquiststraße 19b, erb. 1899 von Stammann & Zinnow, modernisiert 1986 von Dietrich-Michael Wex, 22 Wohneinheiten
- Martin-Brunn-Stift, Frickestraße 24a-c, erb. 1897 von Alfred Löwengard, modernisiert 1987 von Dietrich-Michael Wex, 28 Wohneinheiten
- Julius-Ernst-Oppenheim-Stift, Frickestraße 26, erb. 1909 von Stammann & Zinnow, modernisiert 1988 von Dietrich-Michael Wex, 49 Wohneinheiten
- Gustav-Kämmerer-Stift, Schedestraße 2, erb. 1907 von Stammann & Zinnow, modernisiert 1977, 1993/94 von Dietrich-Michael Wex, 51 Wohneinheiten
- Alfred- und Otto-Beit-Stift, Schedestraße 4, erb. 1910 von Stammann & Zinnow, modernisiert 1990 von Dietrich-Michael Wex, 43 Wohneinheiten
- Paul-Wohlwill-Stift, Kurzer Kamp 2, erb. 1959 von Strebel, Schöne, Szudnagis, modernisiert 1974–1982 von Günther Hardege, Aufstockung 1994 von Dietrich-Michael Wex, 48 Wohneinheiten

## Geschichte

### Gründungsjahre
In der 2. Hälfte des 19. Jahrhunderts gab es in Hamburg einen Höhepunkt an Stiftungsgründungen, da die Stadt sich zu einer modernen Großstadt wandelte, was auch einen enormen Wohnungsmangel mit sich brachte. Besonders alleinstehende, ältere Frauen hatten große Probleme, bei ständig steigenden Mieten bezahlbare kleine Wohnungen zu finden.
Mit den Neubauten der Wohnstiftungen versuchten hanseatische Kaufleute und deren Witwen Abhilfe zu leisten, indem sie kleine Wohnungen bauen ließen, die zum Teil mietfrei oder gegen äußerst geringe Kostenbeteiligung vergeben wurden. Bis 1914 entstanden hundert Wohnstiftungen. An dieser Zunahme war maßgeblich die Vaterstädtische Stiftung beteiligt. Dabei waren die Umstände ihrer Gründung eine historische Besonderheit, wofür das doppelte Jubiläum – 150 Jahre Stiftung, 150 Jahre bürgerliche Gleichstellung der Hamburger Juden – einen ersten Hinweis gibt. Beide Ereignisse waren eng miteinander verbunden.
Die europaweiten Bürgerunruhen, die sich in der Märzrevolution 1848 entluden, hatten zumindest für die Hamburger Juden eine bleibende Verbesserung gebracht, indem sie die bürgerliche Gleichstellung erhielten. Bis zu jenem Zeitpunkt war die Stellung der Hamburger Juden durch das restriktive Judenreglement von 1710 bestimmt.
Am 23. Februar 1849 wurde mit der Provisorischen Verordnung trotz einiger Mängel dieses Ziel der Gleichstellung erreicht, was der Anlass für engagierte, liberale Juden war, sich umgehend mit der Verwirklichung zur Errichtung eines Vereins für Freiwohnungen zu befassen, der dem paritätischen Grundgedanken, Freiwohnungen für jüdische und christliche Familien zu schaffen, gerecht wurde.
Trotz Hindernisse durch restaurative Kräfte wurde an dem Vorhaben festgehalten und um Mitgliedschaft und Spenden auch im christlichen Bürgertum geworben. Als eine ausreichende Geldsumme zusammengekommen war, konnte mit dem Aufbau begonnen werden.
Es wurde eine neue effizientere Satzung beschlossen und der 23-köpfige Vorstand durch einen aus 7 Personen bestehenden abgelöst, dessen Vorsitzender bis 1860 der Kaufmann Julius Horwitz war. Ein Grundstück im Eichholz, Ecke Johannisbollwerk konnte gekauft und im April 1851 die Grundsteinlegung feierlich begangen werden.
Die Wohnungen erfreuten sich u. a. bei Hafenarbeitern reger Nachfrage.
1860 wurde Hirsch Marcus Cohen zum Vorsitzenden gewählt, ein bekannter Arzt, der sich in den Revolutionsjahren als entschiedener Demokrat gezeigt hatte. Nach dem Tod Cohens wurde der Kaufmann John Rudolf Warburg 1874 einstimmig zum Vorsitzenden gewählt. Er gehörte einer alteingesessenen jüdischen Familie an, der Kaufleute, Bankiers und Gelehrte entstammten.
Warburg trieb die Ausdehnung der Stiftung voran. Nach seiner Wahl wurde der Name der Stiftung in Vaterstädtische Stiftung vom Jahre 1876 geändert. Für Warburg war die gestiegene Wohnungsnot eine Bedrohung weiter Bevölkerungsteile, der er mit den Freiwohnungen begegnen wollte.
Die Einwohnerzahl Hamburgs hatte sich von 100.000 um 1811 auf 200.000 im Jahre 1860 verdoppelt. Bei der einsetzenden Stadterweiterung durch Wegfall der mittelalterlichen Torsperre war die Stiftung mit ihren Stiftsbauten beteiligt.
Eine Schenkung Warburgs über 50.000 Mark ermöglichte ein weiteres Wohnstift einzurichten. In der Grabenstraße in St. Pauli Nord wurde für 45.000 Mark ein zweistöckiges Mietshaus gekauft, das umgebaut, renoviert und mit einer weiteren Etage aufgestockt wurde. Im September 1879 wurde das Gebäude bezogen. Durch Initiative Warburgs wurde im Vorstand der Bau eines weiteren Stiftsgebäudes beschlossen, da sich die Zahl der Bewerbungen um Freiwohnungen stark erhöht hatte. Der Vorstand richtete 1882 ein Gesuch um Überlassung eines kostenlosen Bauplatzes an den Senat. Erst nach einer weiteren finanziellen Zuwendung Warburgs wurde 1886 ein Grundstück in der Baustraße (heute Hinrichsenstraße) in Borgfelde zugewiesen. Der Vorstand ließ ein dreistöckiges Gebäude mit 23 Familienwohnungen und zwölf Einzelwohnungen bauen, das 1887 bezogen werden konnte.
Im März 1887 wurde der Stiftung auf Gesuch Warburgs ein Gelände an der Bundesstraße, Ecke Papendamm verkauft, wo ein dreiflügliges Gebäude mit 52 Wohnungen errichtet wurde.
Als Nachfolger wurde sein Neffe Theodor Wohlwill zum Vorsitzenden der Vaterstädtischen Stiftung gewählt und es kam zum weiteren Ausbau. 1899 konnte aufgrund der guten finanziellen Lage in der Tornquiststraße in Eimsbüttel ein neues Stift gebaut werden.
Die Stiftung war zu einer angesehenen Institution geworden, zu deren fördernden Mitgliedern Senatoren, Bürgermeister, Pastoren und vor allem Kaufleute gehörten.
1905 übernahm der Vorstand die Verwaltung des Martin-Brunn-Stiftes in der Frickestraße in dem neuen Stadtteil Eppendorf. An der Straßenkehre Schede- und Frickestraße wurde nach Zustimmung durch die Bürgerschaft ein Gebäude mit 42 Wohnungen errichtet, das 1907 bezogen werden konnte.
Bereits 1907 war ein weiteres Stiftsgebäude in Rotherbaum in der Kielortallee bezogen worden, das durch testamentarische Bestimmungen des verstorbenen jüdischen Kaufmanns S.-S. Rosenthal finanziert worden war. Es wurde ein Gebäude mit insgesamt 33 Wohnungen unterschiedlicher Größe erstellt.
1908 verstarb Theodor Wohlwill. Zum Nachfolger wurde Max M. Bauer gewählt, unter dessen Tätigkeit viele Spenden gesammelt werden konnten, so dass nach dessen Tode das Max- und Mathilda-Bauer-Stift in der Kielortallee 25 und das Theodor-Wohlwill-Stift in der Kielortallee 26 errichtet wurden.
1933 besaß die Stiftung insgesamt elf Stifte mit 506 Wohnungen, die von 600 Personen bezogen waren.

### Nationalsozialismus
Die nationalsozialistischen Machthaber sahen die jüdischen wohltätigen Institutionen mit Missfallen und diskriminierten sie. In Hamburg gehörten dazu auch 13 Wohnstifte, die ausschließlich für Juden bestimmt waren. Hier war eine Einteilung nach nationalsozialistischen Kriterien eindeutig und antijüdische Maßnahmen schnell umsetzbar. Anders war die Lage bei den paritätischen Wohnstiften, wie der Vaterstädtischen Stiftung, die zwar von Juden begründet worden waren, jedoch allen Bewerbern, gleich welcher Konfession, offen standen. Als mit der Neuverordnung der Steuergesetze die Rassenkriterien auch im Stiftungswesen angewandt wurden, gerieten auch die paritätischen Stiftungen in Existenznöte, wie es bei den jüdischen Stiften bereits eingetreten war.
Die Juden unter den Bewohnern wurden ermittelt und es zeigt sich, dass sich unter den 600 lediglich 17 befanden. Diese mussten umgehend in das Martin-Brunn-Stift ziehen, das aus der Vaterstädtischen Stiftung ausgegliedert worden war. Damit war die ideologisch bedingte Trennung der Nichtjuden und Juden in dieser Stiftung wie auch in anderen vollzogen. Die paritätischen Wohnstifte mussten auf Weisung der Sozialbehörde „arisiert“ werden.
Neben dem Martin-Brunn-Stift wurden das John-R.-Warburg-Stift und das Mendelson-Israel-Stift im Kurzen Kamp für Juden bestimmt. Diese drei genannten Stifte, wie auch die übrigen 13 jüdischen, gehörten zu den 80 so genannten „Judenhäusern“.
Seit dem 25. Oktober 1941 wurden mit der ersten Deportation aus Hamburg auch aus den Stiften Menschen in die Ghettos und Vernichtungslager transportiert. Im Juli 1942 gingen die großen Deportationszüge nach Auschwitz und Theresienstadt, dies betraf auch die Bewohner der drei ehemals paritätischen Wohnstifte. Bei Kriegsende zeigte sich, dass bis auf drei zerstörte Gebäude die übrigen mit reparierbaren Bombenschäden den Krieg überstanden hatten.

### Nachkriegszeit
Eine erste Bestandsaufnahme ergab, dass von den 13 Stiftsgebäuden neun den Krieg unbeschädigt überstanden hatten. Der Dachstuhl des Stifts in der Tornquiststraße, des heutigen Otto-Rautenberg-Stifts war zerstört und die Stifte in der Grabenstraße, der Baustraße und der Bundesstraße lagen in Trümmern.
Mit der Währungsreform trat auch der Kapitalmangel der Stiftung deutlich zu Tage. Trümmergrundstücke wurden verkauft und davon ein Stift in Fuhlsbüttel errichtet. In den kommenden Jahren kam es zum Ausbau und zur Modernisierung der Stiftung.